# 七海乃麻
七海 乃麻（ななみ のあ、7月3日 - ）は、日本の女性声優。埼玉県出身。ケンユウオフィス所属。旧芸名は紗川 じゅん（さがわ じゅん）。

## 来歴
以前は東京俳優生活協同組合、RMEに所属していた。

## 人物
特技はロシア語会話。趣味は多言語学習（露、西、アラビア、伊、独、仏語）。

## 出演
太字はメインキャラクター。

### テレビアニメ
- 最遊記RELOAD（2003年、旬斗・力斗の母）
- MONSTER（2004年 - 2005年、メレス、被災者B）
- ヤマトナデシコ七変化♥（2006年、井上）
- CLANNAD -クラナド-（2007年 -2008年、A組担任） - 2シリーズ
- シゴフミ（2008年、女）
- 名探偵コナン（2008年、スタッフ）
- 怪談レストラン（2009年）

### ゲーム
- 幕末恋華 新選組（2004年）
- ネオ アンジェリーク（2006年）
- 聖剣伝説4（2006年、リチア）
- マーメイドプリズム（2006年、リュウカ・エウリピデス、月江）
- スパイダーマン3（2007年、ベティ・ブラント）
- ウハウハ大奥（2008年、御台所）
- WAR OF THE VISIONS ファイナルファンタジー ブレイブエクスヴィアス 幻影戦争（2019年）
- ディアブロIV（2023年、プラヴァ）

### ドラマCD
- マーメイドプリズム 8 Farben（リュウカ・エウリピデス、月江）
- ルードヴィッヒ革命（隣国の王妃）

### 吹き替え

#### 映画
- アクトレス
- 穴/HOLES
- ヴァンパイア/最期の聖戦 ※テレビ東京版
- X-MEN2（ジュビリー）※ソフト版
- 彼らだけの世界（チュニャン）
- ガン&トークス（ヨイル）
- キューティ・ブロンド/ハッピーMAX
- クライシス・オブ・アメリカ（ジョスリン・ジョーダン〈ヴェラ・ファーミガ〉）
- グラン・トリノ
- 刑事グロム VS 粛正の疫病ドクター
- サラマンダー
- スー・チーのSEX&禅
- スモーキン・エース2
- 戦場のピアニスト
- SOMEWHERE（レイラ〈ララ・スロートマン〉）
- ダイノトピア
- テイク・シェルター（サマンサ・ラフォーシュ〈ジェシカ・チャステイン〉）
- デッドコースター ※テレビ東京版
- DOOM
- ニューヨークの恋人 ※日本テレビ版
- ネイビーシールズ（リサ・モラレス〈ロゼリン・サンチェス〉）
- ノット・ア・ガール
- バッドボーイズ2バッド ※ソフト版
- ファンタスティック・フォー:銀河の危機
- ブルークラッシュ
- ベンジャミン・バトン 数奇な人生
- 変身パワーズ（ジェニファー〈ジェニファー・エスポジート〉）
- マイアミ・バイス ※テレビ東京版
- マンマ・ミーア!
- U-571 ※2003年テレビ朝日版
- ユナイテッド93（シーシー・ライルズ〈オパル・アラディン〉）※ソフト版
- ル・ブレ

#### ドラマ
- 宮廷女官チャングムの誓い
- glee/グリー
- ザ・プラクティス ボストン弁護士ファイル
- ザ・ホスピタル
- CSI:科学捜査班
- スポットライト
- CHUCK/チャック（カリーナ）
- パリの恋人
- FRINGE/フリンジ
- ラスベガス
- レイ・ドノヴァン ザ・フィクサー2（ケイト）
- ロズウェル - 星の恋人たち

#### アニメ
- X-メン（ジーン・グレイ）※トゥーン・ディズニー版
- キム・ポッシブル（タラ）
- スーパーマン
- ハウス・オブ・マウス
- パワーパフガールズ
- ポップアップ ミッキー/すてきなクリスマス
- ルーニー・テューンズ
- レンとスティンピー

### CM
- アコム
- エースコック
- NTT
- 学研ニューコース
- カネボウ
- カルビー
- 京セラ
- グルメじゃぱん
- コンピューターチャンネル
- JAS
- CNNユアセルフ
- ジョンソン&ジョンソン
- 積水ハウス
- ソニーミュージック
- 中外製薬
- 東京工業品取引所
- 日本マクドナルド
- バンダイ
- 富士ゼロックス
- ぺんてる
- 住友VISAカード
- 三菱電機
- ヤナセ
- リロ&スティッチ

### ラジオドラマ
- 東京大地震
- ルードヴィッヒ革命